# 5-ヒドロキシシトシン
5-ヒドロキシシトシン（英語: 5-hydroxycytosine）は、シトシンの酸化型で、CからTへの転移変異の頻度が高く、CからGへの転移もある。これはDNA分子を歪めず、複製DNAポリメラーゼによって容易にバイパスされる。
in vitroではアデニンのミスコードであることが示されている。
5-ヒドロキシシトシンは平行DNA三重鎖形成に必須であり、平行三重鎖がpH6以下でしか形成されない理由を説明している。